# 1989-es finn labdarúgó-bajnokság (első osztály)
Az 1989-es finn labdarúgó-bajnokság (Mestaruussarja) a finn labdarúgó-bajnokság legmagasabb osztályának ötvenkilencedik alkalommal megrendezett bajnoki éve volt. A pontvadászat 12 csapat részvételével zajlott. A bajnokságot a Kuusysi Lahti csapata nyerte.  

## Lebonyolítás
Az alapszakasz 12 csapat részvételével zajlott. Az alapszakasz végén az első 6 helyezett csapat a felsőházban, az utolsó 6 pedig az alsóházban játszott a továbbiakban.

### Alapszakasz
| #  | Csapat           | M  | Gy | D | V  | RG | KG | Pont |
| -- | ---------------- | -- | -- | - | -- | -- | -- | ---- |
| 1  | Kuusysi Lahti    | 22 | 13 | 6 | 3  | 44 | 22 | 32   |
| 2  | TPS Turku        | 22 | 12 | 8 | 2  | 37 | 17 | 32   |
| 3  | RoPS Rovaniemi   | 22 | 11 | 8 | 3  | 42 | 20 | 30   |
| 4  | Haka Valkeakoski | 22 | 11 | 5 | 6  | 34 | 22 | 27   |
| 5  | HJK Helsinki     | 22 | 10 | 5 | 7  | 28 | 20 | 25   |
| 6  | Ilves Tampere    | 22 | 9  | 5 | 8  | 36 | 31 | 23   |
| 7  | KuPS Kuopio      | 22 | 9  | 5 | 8  | 30 | 30 | 23   |
| 8  | Reipas Lahti     | 22 | 8  | 4 | 10 | 44 | 42 | 20   |
| 9  | MP Mikkeli       | 22 | 5  | 6 | 11 | 27 | 44 | 16   |
| 10 | OTP Oulu         | 22 | 4  | 7 | 11 | 19 | 38 | 15   |
| 11 | KePS Kemi        | 22 | 1  | 9 | 12 | 20 | 53 | 11   |
| 12 | Jaro Jakobstad   | 22 | 3  | 4 | 15 | 25 | 47 | 10   |

### Felsőház
| # | Csapat            | M  | Gy | D  | V  | RG | KG | Pont |
| - | ----------------- | -- | -- | -- | -- | -- | -- | ---- |
| 1 | Kuusysi Lahti (B) | 27 | 17 | 7  | 3  | 51 | 23 | 41   |
| 2 | TPS Turku         | 27 | 15 | 9  | 3  | 46 | 21 | 39   |
| 3 | RoPS Rovaniemi    | 27 | 12 | 10 | 5  | 45 | 27 | 34   |
| 4 | Haka Valkeakoski  | 27 | 12 | 6  | 9  | 38 | 30 | 30   |
| 5 | HJK Helsinki      | 27 | 11 | 7  | 9  | 36 | 28 | 29   |
| 6 | Ilves Tampere     | 27 | 10 | 6  | 11 | 45 | 43 | 26   |

### Alsóház
| # | Csapat               | M  | Gy | D  | V  | RG | KG | Pont |
| - | -------------------- | -- | -- | -- | -- | -- | -- | ---- |
| 1 | KuPS Kuopio          | 27 | 12 | 5  | 10 | 39 | 37 | 29   |
| 2 | Reipas Lahti         | 27 | 11 | 5  | 11 | 56 | 48 | 27   |
| 3 | OTP Oulu             | 27 | 7  | 8  | 12 | 31 | 43 | 22   |
| 4 | MP Mikkeli           | 27 | 7  | 8  | 12 | 34 | 50 | 22   |
| 5 | KePS Kemi (O) (K)    | 27 | 2  | 10 | 15 | 27 | 66 | 14   |
| 6 | Jaro Pietarsaari (K) | 27 | 3  | 5  | 19 | 27 | 59 | 11   |

## Külső hivatkozások
- Hivatalos honlap (finnül)
- Finnország – Az első osztály tabelláinak listája az RSSSF-en (angolul)